# Anklageproces
Anklageproces (også akkusationsproces eller akkusatorisk proces) er navnet for en særlig ordning af straffeprocessen.
Anklageproces danner modsætningen til inkvisitionsprocessen, Forskellen består – når de to processer opstilles i deres renhed – deri, at inkvisitionsprocessen overlader straffeforfølgningen på alle dens trin (forundersøgelse, tiltale og dom) til dommeren, mens anklageproces benytter sig af særlige anklagemyndigheder (statsadvokat, offentlig anklager), der besørger forundersøgelsen og beslutter tiltale, således at dommerens opgave i anklageprocessen indskrænkes til at fælde dommen på grundlag af det af anklagemyndighederne tilvejebragte materiale. I denne skarpe modsætning findes principperne dog i almindelighed ikke gennemførte; oftest vil de være modificerede, idet inkvisitionsprocessen i hvert fald i egentlige kriminelle sager overlader tiltalen til særlige organer, mens omvendt anklageprocessen bl.a. af processuelle hensyn tildeler dommeren en vis rolle allerede under forundersøgelsen.
Således som forholdet herefter i reglen fremtræder, viser modsætningen mellem anklageprocessen og inkvisitionsprocessen sig praktisk taget især under bevisets tilvejebringelse. Under inkvisitionsprocessen er det dommeren, hvem det påhviler at oplyse sagen, og han har derfor gennem forhør over sigtede, afhøring af vidner, politiundersøgelse og lignende at søge at udforske sagens Sammenhæng. Under anklageprocessen er det derimod anklagemyndighederne, der har initiativet ved tilvejebringelsen af beviset, dog under en vis samvirken med dommeren, der varetager den almindelige procesledelse og kan gribe supplerende ind i undersøgelsens gang. Mens undersøgelsen står på, er sigtede under anklageprocessen i almindelighed stillet således, at hans forhold på mange måder kan sammenlignes med partens stilling i civilprocessen; der kan således ikke anvendes nogen tvang for at få sigtede til at forklare sig i sagen, der sørges oftest for at beskikke ham bistand ved en retskyndig defensor (forsvarer), og han har ret til at forlange indhentet alle sådanne oplysninger, som er nødvendige for hans tarv.
Fremgangsmåden har derfor i det hele form som en trætte, hvori sigtede er den ene part og samfundet, repræsenteret ved den offentlige anklager, den anden part. Af disse grunde taler man sædvanlig om, at sigtede i anklageprocessen har en partsstilling, og opstiller også på dette punkt anklageprocessen som modsætning til inkvisitionsprocessen, der i sin mest typiske form kan være ordnet således, at sigtede væsentligst er et blot bevisobjekt, der (eventuelt under tvang) er pligtig at forklare sig, og som ikke behøver at have nogen selvstændig ret til at kræve oplysninger indhentede.
Når forundersøgelsen er sluttet, og domsforhandlingen begynder, træder modsætningen mellem anklageprocessen og inkvisitionsproces noget tilbage; thi også inkvisitionsprocessen vil i reglen være indrettet således, at der under domsforhandlingerne beskikkes sigtede en defensor, der procederer sagen med den af det offentlige beskikkede aktor (anklager) som modpart. Imidlertid vil dog som oftest anklageprocessen også på dette trin i en meget fundamental henseende adskille sig fra inkvisitionsprocessen; dennes ordning vil nemlig hyppigst medføre, at sagen pådømmes af den samme dommer, som har foretaget undersøgelsen og er ansvarlig for dens resultat, og som derigennem kan have engageret sin overbevisning og tabt sin neutralitet, hvorimod anklageprocessen undgår risikoen ved denne dobbeltstilling.
Af det anførte vil ses, at anklageprocessen – uanset vekslende procesformer – væsentlig hviler på to grundtanker: dels adskillelsen mellem anklager (inkvisitor) og dommer – dels bestræbelsen for under forhørene at indrømme sigtede en sådan processuel stilling, at der gives ham værn mod overgreb fra myndighedernes side. Det er disse tendenser, der fornemmelig har bevirket, at anklageprocessen i nyere tid overvejende foretrækkes som ordning for strafferetsplejen, og de fleste af de procesreformer, som forskellige lande gennemførte indenfor de sidste 100 år, hviler da også på anklageprocessens principper. Dette gælder bl.a. for Norges vedkommende, hvor reformen af 1. juli 1887
gjorde brud med det hidtil herskende inkvisitionssystem. I Danmark var vel oprindeligt anklageprocessen i det væsentlige gældende ifølge den ved Christian 5.s Danske Lov (1683) etablerede procesordning, der på de fleste punkter var en fællesordning for civilproces og kriminalproces. Men i løbet af det 18. århundrede adskiltes de to procesarter, og hver for sig udviklede de sig efterhånden til ekstremer: Civilprocessen endte med at fratage dommeren al andel i sagens oplysning og lægge hele dette arbejde i parternes egen hånd, således at der anvises dommeren en så godt som passiv rolle, indtil sagen optages til doms jævnfør forhandlingsmaksimen. Kriminalprocessen udviklede sig derimod til den modsatte yderlighed og overdrog sagens undersøgelse til dommeren alene, i reglen til samme dommer, som senere pådømte sagen, mens sigtede stilledes som bevisobjekt og først under domsforhandlingen fik beskikket en defensor. Således accepteredes efterhånden invkisitionsprocessen i dansk retspleje. Efter Junigrundloven blev der foreskrevet retsplejens adskillelse fra forvaltningen, gennemførelse af offentlighed og mundtlighed i hele retsplejen og indførelse af nævningedomstole, men det var ikke før at retsplejeloven af 11. april 1916, som trådte i kraft 1. oktober 1919, at man i Danmark overgik til anklageprocessen.